# Völuspá hin skamma
Völuspá hin skamma, Völuspá de mindere of de Schamele Völuspá, is een Oudnoords gedicht dat werd overgeleverd als een handvol stanza's in Hyndluljóð, in de Poëtische Edda, en een enkele stanza in de Gylfaginning-sectie van Snorri Sturluson's Proza-Edda. De naam van dit gedicht is enkel vanwege Snorri's weergave ervan in Gylfaginning bekend:
| [...] ok var sá nefndr Ymir, en hrímþursar kalla hann Aurgelmi, ok eru þaðan komnar ættir hrímþursa, svá sem segir í Völuspá inni skömmu: 7. Eru völur allar frá Viðolfi, vitkar allir frá Vilmeiði, en seiðberendr frá Svarthöfða, jötnar allir frá Ymi komnir. | En dat wezen wordt genaamd Ymir, maar de Rijmreuzen noemen het Aurgelimir; en daarvan komen de soorten Rijmreuzen voort, zoals gezegd in de Schamele Völuspá: - Zijn al de Völvas's van Witolf, Al de wetende (tovenaars) van Willharm, Zijn alle Seiðrbeoefenaars van Zwarthoofd; Al de weerwolven van Ymir gekomen. |  |

De volgende stanza's komen in Hyndluljóð terug. In zijn vertaling van Hyndluljóð, becommentarieert Henry Adams Bellows dat het bewaarde fragment van de Völuspá hin skamma aangeeft "dat het een late en erg minderwaardige imitatie van de grote Voluspo" is. Hij dateert het ergens in de 12e eeuw. Verder meent hij dat het verschijnen ervan in Hyndluljóð te wijten is aan de blunder van een kopieerder
die beide gedichten verwarde.